# Saint-Léger (Savoie)
Saint-Léger ist eine Gemeinde in den Savoyen in Frankreich. Sie gehört zur Region Auvergne-Rhône-Alpes, zum Département Savoie, zum Arrondissement Saint-Jean-de-Maurienne und zum Kanton Saint-Pierre-d’Albigny. 

## Geografie, Infrastruktur
Die Gemeinde grenzt im Westen und im Norden an Saint-Pierre-de-Belleville, im Nordosten an Épierre, im Südosten an La Chapelle und im Süden an Saint-Rémy-de-Maurienne.
Saint-Léger hat einen gemeinsamen Bahnhof mit Épierre an der Bahnstrecke Culoz–Modane.

## Weblinks

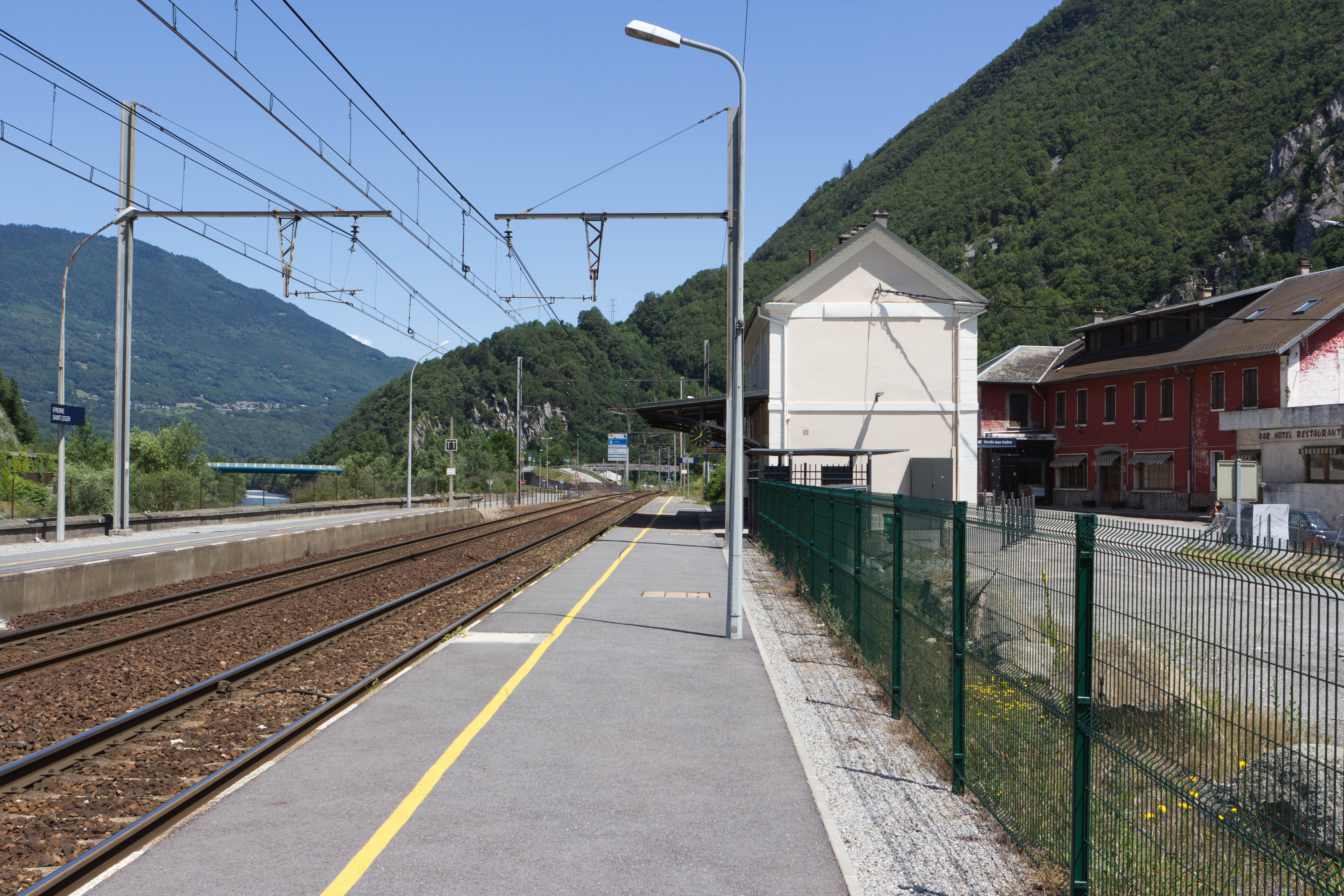
Bahnhof Épierre–Saint-Léger

## Bevölkerungsentwicklung
| Jahr                       | 1962 | 1968 | 1975 | 1982 | 1990 | 1999 | 2008 | 2015 | 2021 |
| -------------------------- | ---- | ---- | ---- | ---- | ---- | ---- | ---- | ---- | ---- |
| Einwohner                  | 247  | 227  | 211  | 169  | 163  | 224  | 225  | 231  | 251  |
| Quellen: Cassini und INSEE |      |      |      |      |      |      |      |      |      |